# アーサー・ウェイリー
アーサー・デイヴィッド・ウェイリー（英: Arthur David Waley CH, CBE、1889年8月19日 - 1966年6月27日）は、イギリスの東洋学者。中国や日本の文学作品の翻訳で高い評価を得た。1952年に大英帝国勲章、1953年に女王の詩の金メダル、1956年にコンパニオンズ・オブ・オナー勲章を受章した。
高い学識を持ちながらも学術的な役職に就くことを避け、一般向けの本を書くことが多かった。1910年代から1966年に亡くなるまで、中国や日本の文学作品の翻訳を続けた。1918年の"A Hundred and Seventy Chinese Poems"（漢詩百七十首）、1919年の"Japanese Poetry: The Uta"（日本の詩「歌」）のような詩の翻訳や、1925年から26年にかけての『源氏物語』の翻訳"The Tale of Genji"、1942年の『西遊記』の翻訳"Monkey: A Folk-Tale of China"などの小説の翻訳で知られる。また、中国哲学の紹介や翻訳、文学者の伝記の執筆、アジアと西洋の絵画への言及など、生涯にわたって活動を続けた。
最近の評価では、ウェイリーは「中国と日本の高度な文学を、英語を読む一般の人々に伝えた偉大な人物。20世紀前半における東洋から西洋への大使」と評され、また「独学でありながら、両言語ともに顕著なレベルの流暢さ・博識さに到達した。これは、他にはない業績であり、（後に彼自身が述べているように）当時だからできたことであり、二度と起こらないことだろう」とも述べられている。

## 生涯
アーサー・ウェイリーは、1889年8月19日、イングランドのケント州タンブリッジ・ウェルズで生まれた。父は経済学者のデイヴィッド・フレデリック・シュロス（英: David Frederick Schloss）であり、出生時の名前はアーサー・デイヴィッド・シュロス（英: Arthur David Schloss）であった。シュロス家は、ロスチャイルド家に連なるユダヤ系の名門である。
ラグビー校で教育を受け、奨学金を得て1907年にケンブリッジ大学キングズコレッジに入学し、古典学を専攻した。優秀な成績を収めたが、目の病気で勉強に支障をきたしたため1910年に退学した。
一時的に商社で働いた後、1913年より大英博物館に東洋版画・写本部門の学芸員として勤務した。大英博物館での上司は詩人・学者のローレンス・ビニョンだった。ビニョンの指導のもとで、古典中国語と古典日本語を独学で学んだ。また、語学交換教師として、当時ロンドン大学に留学していた八木秀次にも日本語を習っている。しかし現代の中国語や日本語を話せるようにはならず、生涯で中国や日本を訪れたこともなかった。
ウェイリーはアシュケナージ系ユダヤ人の血を引いている。1914年、第一次世界大戦が勃発し、「シュロス」という名字がドイツ系であることなどから警察によりスパイとの嫌疑をかけられたことがあったため、アーサーの提案により、一家で母の旧姓であるウェイリーに改姓した。当時、他のドイツ系の姓を持つ多くのイギリス人も、イギリスで見られた反ドイツ的な偏見を避けるために姓を英語風のものに変えることが多かった。
1918年、イギリスのバレエダンサーで東洋学者、舞踊評論家・研究家のベリル・デ・ズーテと出会った。ズーテとは生涯にわたって交際したが、結婚には至らなかった。
1929年に大英博物館を退職した。以降は執筆と翻訳に専念し、第二次世界大戦中に情報省に4年間勤務したほかは、定職に就くことはなかった。1939年9月、ウェイリーは情報省の日本語検閲部門の責任者として採用された。オズワルド・タック海軍大尉が補佐し、ロンドンに滞在している日本人ジャーナリストの日本語による通信文や私信、在英国日本国大使館からの外交信号などをチェックしていた。
ウェイリーはブルームズベリーに住んでおり、ブルームズベリー・グループには、学生時代からの友人が多くいた。ロナルド・ファーバンクの才能を早くから認識していた一人であり、ファーバンクの作品集の初版に、オズバート・シットウェルとともに序文を寄稿している。
エズラ・パウンドの尽力により、ウェイリーの最初の翻訳がアメリカの文学雑誌『リトル・レビュー』に掲載された。しかし、パウンドからのウェイリーの評価は様々であった。1917年7月2日、パウンドは『リトル・レビュー』の編集者マーガレット・C・アンダーソンに宛てた手紙の中で「ウェイリーによる白居易の翻訳をようやく手に入れた。いくつかの詩は素晴らしい。ほぼ全ての翻訳が、彼のまずい英語と不完全なリズムによって損なわれている...。なにか良いものを買って、彼に下手な仕事を取り除いてもらおうと思っている（彼はロバや「学者」のように頑固だ）」 と書いている。ウェイリーは『老子道徳経』の翻訳"The Way and its Power"の序文で、現代の西洋の読者にとって意味がより重要であると合理的に考えられる翻訳では、文章の形式よりも意味の方を優先するように気をつけたと説明している。
1966年5月にアリソン・グラント・ロビンソン（英: Alison Grant Robinson）と結婚したが、その1か月後の6月27日にウェイリーは死去した。遺体は、ハイゲイト墓地の西側の、彫刻家ジョセフ・エドワーズの墓の前にある無銘墓に埋葬されている。
芸術批評家のサシェヴェレル・シットウェルは、ウェイリーのことを、自分が知りうる限りで最も偉大な学者であり、人間のあらゆる芸術を最も理解している人物だったと評した。シットウェルは、ウェイリーの最期について次のように書いている。
彼は腰の骨折と脊椎の癌で瀕死の状態にあり、非常に大きな痛みを感じていたが、いかなる薬物や鎮静剤の投与も拒否した。彼は、最期の瞬間に意識を保っていたいと思っていたので、あえてそのようにしたのだ。天賦の才能は衰え、消えつつあり、それは二度と手に入れることはできない。彼は数日間、ハイドンの弦楽四重奏曲を聴き、好きな詩を読んでもらった。そして彼は死んだ。

## 業績
ジョナサン・スペンスは、ウェイリーの翻訳について次のように書いている。
［ウェイリーは］中国と日本の文学の宝石を選び、それを自身の胸に静かに留めた。そのようなことは、それまでに誰もしなかったし、これからも誰もしないだろう。彼よりも中国語や日本語の知識が豊富な西洋人はたくさんいるし、おそらく両方の言語を扱える人も何人かはいるだろう。しかし、彼らは詩人ではないし、ウェイリーよりも優れた詩人たちは、中国語や日本語を知らない。また、この衝撃が再び訪れることはないだろう。ウェイリーが翻訳した作品の多くは、西洋ではほとんど知られておらず、それに故にその衝撃は驚くほどのものだったからである。
生涯に多数の日本や中国の文学の翻訳や、それに関する著作を残した。その中には、"A Hundred and Seventy Chinese Poems"（漢詩百七十首、1918年）、"Japanese Poetry: The Uta"（日本の詩「歌」、1919年）、"The No Plays of Japan"（日本の能楽、1921年）、"The Tale of Genji"（『源氏物語』、1921年 - 1933年）、"The Pillow Book of Sei Shōnagon"（『枕草子』、1928年）、"Kutune Shirka"（『クトネシリカ』、1951年）、"Monkey"（『西遊記』の要約、1942年）、"The Poetry and Career of Li Po"（李白の詩と経歴、1959年）、"The Secret History of the Mongols and Other Pieces"（元朝秘史とその他の作品、1964年）などがある。『論語』や『老子道徳経』などの古典の翻訳や、中国古典哲学の解釈書"Three Ways of Thought in Ancient China"（古代中国の三つの思想、1939年）は、現在も出版されている。
ウェイリーの詩の翻訳は、それ自体が詩として広く評価されており、"Oxford Book of Modern Verse 1892–1935"、The Oxford Book of Twentieth Century English Verse"、Penguin Book of Contemporary Verse (1918–1960)"などの多くのアンソロジーにウェイリーが翻訳した詩が掲載されている。ウェイリーの翻訳や解説書の多くは、ペンギン・クラシックスやワーズワース・クラシックスなどで再版され、今なお幅広い読者を獲得している。
作曲家ベンジャミン・ブリテンは、ウェイリーの1946年の中国の詩の翻訳"Chinese Poems"の中から6つの詩に曲をつけ、1957年に歌曲集『中国の歌』(Songs from the Chinese)として発表した。

### 『源氏物語』
1925年から1933年にかけて6巻に分けて出版された『源氏物語』の翻訳"The Tale of Genji"は、同書の世界初の英語全訳である。詩的で美しい英語といわれ、出版されるとたちまちベストセラーとなった（ただし数ページの第38帖「鈴虫」は訳出していない）。「ここにあるのは天才の作品」「忘れられた文明が（……）いずこでも追従をゆるさない配列の美しさをもって蘇ってくる」「日本の黄金時代の古典　東洋最高の長編小説」等々、『タイムズ』紙などで絶賛された。またその訳文は「感情の優雅さと純粋な言葉の巧みさのどれだけが紫式部（レディ・ムラサキ）のもので、どれだけ翻訳者のものかわからない」と英文学としても高く評価された。「現代作家でもここまで心情を描ける作家はいない」と絶賛するなど、現在世界的に紫式部の評価が高いのは、紹介したウェイリーの功績と言える。また同書に触発され、日本研究を志し大成したドナルド・キーンなどの日本学者も多い。更に源氏物語を起点に他のウェイリーの訳著『The 'No' Plays of Japan』を読み、初めて〈能〉に興味を持った人も多く、日本文化に対するその後の国際的評価の高まりを考えるに、直接のみならず間接を含む影響は極めて大きい。なお『The Tale of Genji』はその後、イタリア語、ドイツ語、フランス語などに二次翻訳された。現在でも在日外国人記者などが、来日前に上司に薦められる書とも言われ、日本の歴史伝統を理解するための必読書とされる。

### 影響
ドナルド・キーンはウェイリー訳の『The Tale of Genji』を読み「『源氏物語』がもたらした光明が忘れられぬ」、「源氏物語の英訳（全訳）は米国人のサイデンステッカー訳など四種類あるが、ウェイリーが最高」とインタヴューで答えている。その他、日本研究家・中国研究家、翻訳家、文壇、文化人らに多数影響を与えた。音楽の世界においてはビートルズのメンバー（当時）だったジョージ・ハリスンの「The Inner Light」はウェイリー訳『老子道徳経』の一節（第四七章）から引用された、との指摘もある。また、他の音楽家においても、コンスタント・ランバートが李白の詩を元に作曲し、マーチン・ダルビーがウェイリー訳に基づいて中国（風の）曲を作曲した。直接か間接的な影響かは不明ながらコーネリアス・カーデューが孔子の詩に曲付けを試みるなど、世代に関係なく様々な影響を西洋にもたらしたとされ、「ウェイリー版源氏物語」を愛読した人物として、ユルスナール、レヴィ＝ストロース、エドワード・ゴーリー、バルテュスなどが知られている。

## 賞と栄誉
- 1942年 - ジェイムズ・テイト・ブラック記念賞（『西遊記』の英訳に対して）
- 1945年 - ケンブリッジ大学キングズ・カレッジ名誉フェロー
- 1950年 - フランス文学院よりスタニスラス・ジュリアン賞
- 1952年 - 大英帝国勲章コマンダー(CBE)
- 1953年 - 女王の詩の金メダル（英語版）
- 1956年 - コンパニオンズ・オブ・オナー勲章

## 人物
天才型の奇人であった。叙勲された際に喜んだ形跡がなかったことから、名誉にも無頓着であったと思われる。
ラフカディオ・ハーンを「日本を理解していない」と批判し、阿倍仲麻呂の和歌について漢文で書かれた後に和歌に翻訳された可能性を指摘するなど、東アジアの古典語に通じていたが、現代の日本語や中国語を話すことはできなかった。"The Secret History of the Mongols"の序文で、自分は多くの言語に精通しているわけではないが、中国語と日本語はかなり詳しく、アイヌ語とモンゴル語はある程度知っており、ヘブライ語とシリア語も多少知っていると書いている。
中国や日本の古典を数多く英訳したにもかかわらず、ウェイリーは両国をはじめとする東アジアの国に行ったことはなかった。来日しなかったのは「日本に幻滅したくなかったからだ」との憶測が語られているが、単に長旅が嫌いだったとの関係者の証言がある。また、ウェイリーが訳した『老子道徳経』の第四十七章には「戸を出でずして天下を知り、窓を窺わずして、天道を見る」との一節があり、自ら訳した老子道徳経を実践したのかもしれない。

## 研究対象としてのウェイリー
ウェイリーの翻訳が多数の西洋人の心を掴んだ事から、比較文学の研究対象とされ、源氏物語の原典とウェイリー訳の加筆・省略・表現などを比較考察した研究もある。また、様々なウェイリー自身の伝記論考もある。戦後も日本からロンドンへ研究留学に来た国文学者や東洋学者とも交流があった。
またウェイリーは「ブルームズベリー・グループ」の一員で、女性関係が複雑で、その生涯も興味の対象となっている。特に人妻で、晩年結婚したアリスンと、謎めいた女ベリルとの三角関係は、ウェイリー没後に出された、アリスン・ウェイリー『A Half of Two Lives』（訳書は「ブルームズベリーの恋」河出書房新社）に詳しい。

## 著作物
以下に、ウェイリーの著作物の一部を示す。

### 翻訳
- A Hundred and Seventy Chinese Poems（漢詩百七十首）, 1918
- More Translations from the Chinese (Alfred A. Knopf, New York, 1919).
  - The Story of Ts'ui Ying-ying（鶯鶯伝（英語版）） – p. 101–113[13]
  - The Story of Miss Li（李娃伝（英語版））– pp. 113–136[13]
- Japanese Poetry: The Uta（日本の詩: 歌）, 1919 - 主に万葉集と古今和歌集からの抜粋
- The Nō Plays of Japan（日本の能楽）, 1921 - 『敦盛』などの謡曲の翻訳
- The Temple and Other Poems, 1923
- The Tale of Genji（源氏物語）, 1925–1933
  - 『ウェイリー版　源氏物語』（佐復秀樹訳、平凡社ライブラリー（全4巻）、2008年9月-2009年3月）
  - 『源氏物語　A・ウェイリー版』（毬矢まりえ・森山恵訳訳、左右社（全4巻）、2017年12月-2019年7月）

各“The Tale of Genji”を基にした訳書 - 電子書籍版も刊行
- The Pillow Book of Sei Shōnagon（枕草子）, 1928
- The Way and Its Power: A Study of the Tao Te Ching and its Place in Chinese Thought（道とその力: 道徳経の研究と中国思想におけるその位置）, 1934 - 老子作とされる『道徳経』の全訳と解説
- The Book of Songs（詩経）, 1937
- The Analects of Confucius（論語）, 1938
- Three Ways of Thought in Ancient China（古代中国の三つの思想）, 1939
- Translations from the Chinese, a compilation, 1941
- Monkey, 1942 - 呉承恩の『西遊記』全100章中、30章分を訳
- Chinese Poems, 1946
- The Nine Songs: A Study of Shamanism in Ancient China（九つの歌: 古代中国におけるシャーマニズムの研究）, 1955
- Yuan Mei: Eighteenth-Century Chinese Poet（袁枚: 18世紀の中国の詩人）, 1956
  - 『袁枚』[14]（加島祥造・古田島洋介共訳、平凡社<東洋文庫>、1999年）
- Ballads and Stories from Tun-Huang（敦煌の詩と物語）, 1960

### 執筆
- Introduction to the Study of Chinese Painting（中国絵画研究の序説）, 1923
- The Life and Times of Po Chü-I（白居易の人生と時間）, 1949
  - 『白楽天』（花房英樹訳、みすず書房、1959年、新装版1987・2003年）。度々装丁を改め刊行。
- The Poetry and Career of Li Po（李白の詩と経歴）, 1950
  - 『李白』（小川環樹・栗山稔訳、岩波新書、1973年、新版復刊1988年、2019年）。他に単行版「評伝選」（岩波書店、1994年）
- The Real Tripitaka and Other Pieces（真の三蔵とその他の作品）, 1952
- The Opium War through Chinese Eyes（中国人の目から見たアヘン戦争）, 1958
- The Secret History of the Mongols and Other Pieces（元朝秘史とその他の作品）, 1963

## 評伝研究
- 平川祐弘 『アーサー・ウェイリー　『源氏物語』の翻訳者』（白水社、2008年）
- 平川祐弘 『袁枚 「日曜日の世紀」の一詩人』（沖積舎、2004年）、ウェイリー英訳の解説小著
  - 『著作集　アーサーウェイリー 『源氏物語』の翻訳者』（勉誠出版、2020年）、両著を収録
- 宮本昭三郎 『源氏物語に魅せられた男　アーサー・ウェイリー伝』（新潮社〈新潮選書〉、1993年）
- 安達静子 『海を渡った光源氏　ウェイリー『源氏物語』と出会う』（紅書房、2014年）
- 毬矢まりえ・森山恵 『レディ・ムラサキのティーパーティ　らせん訳「源氏物語」』（講談社、2024年）
- 津島知明 『ウェイリーと読む枕草子』（鼎書房、2005年）、解説書